# Гимн Гамбии
Гимн Гамбии For The Gambia Our Homeland был принят в 1965 году после обретения независимости страны. Автор слов — Вирджиния Джули Хоуи, композитор — Джереми Фредерик Хоуи. Гимн основан на традиционной песне мандинка Foday Kaba Dumbuya.

## Слова гимна
For The Gambia, our homeland
We strive and work and pray,
That all may live in unity,
Freedom and peace each day.
Let justice guide our actions
Towards the common good,
And join our diverse peoples
To prove man’s brotherhood.
We pledge our firm allegiance,
Our promise we renew;
Keep us, great God of nations,
To The Gambia ever true.